# 丸亀市立広島中学校
丸亀市立広島中学校（まるがめしりつ ひろしまちゅうがっこう）は、香川県丸亀市広島町江の浦にある公立中学校。
瀬戸内海に浮かぶ塩飽諸島の広島に位置するが、2009年4月より休校している。

## 沿革
- 1958年（昭和33年）5月1日 - 仲多度郡広島村が丸亀市へ編入されたのに伴い、丸亀市立広島中学校と改称。
- 2006年（平成18年）4月 - 広島小学校に移転し、小中併設校となる[1]。
- 2009年（平成21年）4月1日 - 休校となる[2]。

## 通学区域
広島全域と手島。丸亀市立広島小学校の校区に等しい。
- 丸亀市
  - 広島町立石、広島町江の浦、広島町釜の越、広島町茂浦、広島町青木、広島町甲路、広島町市井、手島町

## 周辺
- 丸亀市役所 広島市民センター
- 丸亀市立広島小学校
- 讃岐広島郵便局

## アクセス
- 丸亀港から備讃フェリーで江ノ浦港まで乗船。江ノ浦港から北西へ400m
- 広島コミュニティバス 広島中学校にて下車
- 香川県道258号広島循環線沿い